# Timenio
Timenio (en griego: Τημένιο, romanizado: Timénio) es un pueblo de la comunidad municipal y unidad municipal de Argos, municipio de Argos-Micenas, unidad periférica de Argólida, periferia del Peloponeso, Grecia.   